# برف‌روب‌داران
برف‌روب‌داران(نام علمی: Asaphida) نام یک راسته از رده تریلوبیت است.